# Єрьомін Ігор Петрович
Єрьо́мін І́гор Петро́вич (рос. Ерёмин Игорь Петрович; 18 квітня 1904, Ревель Естляндська губернія — 17 вересня 1963, Ленінград) — радянський науковий і освітній діяч, літературознавець. Дослідник давньоруської та української літератури. Доктор філологічних наук (1937), професор Ленінградського державного університету.

## Біографія
З 1919 року служив у Червоній Армії. 1924 року закінчив відділення російської мови та літератури факультету суспільних наук Ленінградського університету.  Брав участь у семінарах російської філології академіка Володимира Перетца. Почав друкувати свої роботи з 1926 року. 1934 року поступив до аспірантури Інституту російської літератури АН СРСР; того ж року захистив кандидатську дисертацію на тему: «Дослідження новгородської Повісті про посадника Щіля». 1937 року захистив докторську дисертацію на тему: «Іван Вишенський і його публіцистична діяльність». 15 квітня того ж року став старшим науковим співробітником Відділу давньоруської літератури Інституту російської літератури. 1938 року отримав звання професора Ленінградського державного університету.
Брав участь у німецько-радянській війні, нагороджений медалями «За оборону Ленінграда» й ««За доблесну працю у Великій Вітчизняній війні 1941—1945 рр.» У 1957—1963 був завідувачем кафедри російської літератури філологічного факультету Ленінградського університету.

## Праці
- Вишенский, Иван.  Сочинения / Под ред. И. П. Еремина. — Москва-Лениград, 1955.